# Retico (geologia)
| Periodo                                                                                     | Epoca                | Piano          | Età (Ma)        |
| ------------------------------------------------------------------------------------------- | -------------------- | -------------- | --------------- |
| Giurassico                                                                                  | Giurassico inferiore | Hettangiano    | Più recente     |
| Triassico                                                                                   | Triassico superiore  | Retico         | ~205,7          |
| Triassico                                                                                   | Triassico superiore  | Norico         | ~227,3          |
| Triassico                                                                                   | Triassico superiore  | Carnico        | ~237            |
| Triassico                                                                                   | Triassico medio      | Ladinico       | 241,464 ± 0,28  |
| Triassico                                                                                   | Triassico medio      | Anisico        | 246.7           |
| Triassico                                                                                   | Triassico inferiore  | Olenekiano     | 249,9           |
| Triassico                                                                                   | Triassico inferiore  | Induano        | 251,902 ± 0,024 |
| Permiano                                                                                    | Lopingiano           | Changhsingiano | Più antico      |
| Suddivisione del Triassico secondo la Commissione internazionale di stratigrafia dell'IUGS. |                      |                |                 |

Nella scala dei tempi geologici il Retico è il terzo e ultimo dei tre piani o piani in cui viene suddivisa l'epoca del Triassico superiore, a sua volta parte del periodo Triassico.  
Il Retico va da 203,6 ± 1,5 a 199,6 ± 0,6 Milioni di anni fa (Ma). È preceduto dal Norico e seguito dall'Hettangiano, la prima età del successivo periodo Giurassico. 
In questa età la Pangea cominciò a frammentarsi anche se l'Oceano Atlantico non si era ancora formato.

## Etimologia
Il Retico deriva il suo nome dalle Alpi Retiche, la catena montagnosa che si estende tra la Svizzera orientale (Cantone dei Grigioni), l'Italia e la parte occidentale del Tirolo austriaco. 
Il termine Retico fu introdotto nella letteratura scientifica dal geologo austriaco Eduard Suess e dal paleontologo tedesco Albert Oppel nel 1856 e successivamente definito dal geologo tedesco C. Gümbel nel 1859.

## Definizioni stratigrafiche e GSSP
Il limite inferiore del Retico non ha ancora una definizione unanimemente accettata dalla IUGS al 2009.

Nel dominio pelagico dell'Oceano Tetide si utilizza la biozona ammonitica del Sagenites reticulatus, nel dominio boreale invece (dove questa specie non è presente) si utilizza la base della biozona del Cochloceras amoenum. Il limite inferiore è peraltro vicino alla prima comparsa dei conodonti delle specie Misikella spp. e Epigondolella mosheri e ai radiolari della specie Proparvicingula moniliformis.
Il limite superiore del Retico, nonché base del successivo piano Hettangiano nel Giurassico inferiore, è posizionato alla prima comparsa dell'ammonite del genere Psiloceras.
Nel dominio Tetide, il Retico contiene due zone ammonitiche:
- la superiore è data dalla Choristoceras marshi,
- l'inferiore è caratterizzata dalla Rhabdoceras suesii.

### GSSP
Al 2009 non è ancora stato ufficialmente definito dalla Commissione Internazionale di Stratigrafia il profilo stratigrafico di riferimento, il GSSP.

Ci sono attualmente due proposte, la prima propone di posizionarlo vicino a Hallstatt, in Alta Austria; la seconda propone invece di posizionarlo sempre in Austria ma vicino a Steinbergkogel.
Uno dei giacimenti fossiliferi di riferimento del Retico è quello di Aust Cliff in Gran Bretagna.

## Forme di vita

### Dinosauri
| Dinosauria del Retico | Dinosauria del Retico | Dinosauria del Retico | Dinosauria del Retico | Dinosauria del Retico |
| Taxa                  | Presenza              | Località              | Descrizione           | Immagine              |
| --------------------- | --------------------- | --------------------- | --------------------- | --------------------- |
| - Agnosphitys         |                       |                       |                       |                       |
| - Agrosaurus          |                       |                       |                       |                       |
| - Liliensternus       |                       |                       |                       |                       |
| - Pantydraco          |                       |                       |                       |                       |
| - Thecodontosaurus    | Norico/Retico         |                       |                       |                       |

### Mammaliaformes
| Mammaliaformes del Retico | Mammaliaformes del Retico | Mammaliaformes del Retico | Mammaliaformes del Retico | Mammaliaformes del Retico |
| Taxa                      | Presenza                  | Località                  | Descrizione               | Immagine                  |
| ------------------------- | ------------------------- | ------------------------- | ------------------------- | ------------------------- |
| - Eozostrodon             |                           |                           |                           |                           |
| - Haramiya                |                           |                           |                           |                           |
| - Megazostrodon           |                           |                           |                           |                           |